# Cantonul Pont-Aven
Cantonul Pont-Aven este un canton din arondismentul Quimper, departamentul Finistère, regiunea Bretania, Franța.

## Comune
- Moëlan-sur-Mer
- Névez
- Pont-Aven (reședință)
- Riec-sur-Belon